# Gonepteryx eversi
Gonepteryx eversi is een vlinder uit de familie van de witjes (Pieridae). De wetenschappelijke naam werd gepubliceerd in 1974 door Rehnelt.